# Tory James

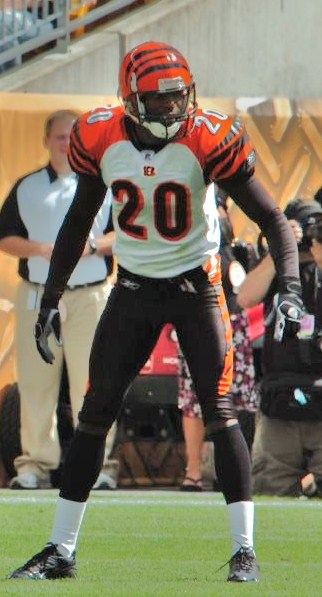
Tory James durante um jogo dos Cincinnati Bengals contra os Pittsburgh Steelers

Tory James é um ex-jogador profissional de futebol americano estadunidense que foi campeão da temporada de 1998 da National Football League jogando pelo Denver Broncos.